# Guadalmina
El riu Guadalmina (que significa, wadi del port) és un curt riu costaner del sud d'Espanya, un riu de la conca mediterrània andalusa que transcorre íntegrament per la província de Màlaga.
De 28 quilòmetres de longitud, el Guadalmina neix a la Serra Bermeja, al terme municipal de Igualeja, però l'aigua permanent es troba més a baix, al municipi de Benahavís, d'on sorgeix pels aqüífers càrstics, formant un paratge denominat "Les Angosturas". Desemboca al municipi de Marbella a la urbanització Guadalmina al costat de Sant Pere Alcántara; servint de separació entre els termes municipals d'Estepona i Marbella.
El riu va tenir al passat una gran importància estratègica defensiva per al poble de Benahavís, servint a més les seves aigües per moure molins fariners. En aquest municipi es troba en l'actualitat l'embassament del Guadalmina, presa de derivació per captar i transportar a l'embassament de la Concepció, en el riu Verd, on s'uneixen els rius Guadaiza i Guadalmansa per assortir a la presa.
El llit baix del riu es troba fortament urbanitzat, per la qual cosa molts habitatges tenen un alt risc d'inundació.
Als voltants de la seva desembocadura es troben unes termes romanes del segle iii i les restes de la Basílica de Vega del Mar, un temple paleocristià del segle iv.